# Petrov Val
Petrov Val (in lingua russa Петро́в Вал) è una città dell'oblast' di Volgograd, in Russia. Situata nel Kamyšinskij rajon.
Si trova sulle alture del Volga sulla riva sinistra del fiume Ilovlja, 185 km a nord di Volgograd e 14 km a nord-ovest del centro distrettuale, la città di Kamyšin.